# Dúbrava (Žilina)
Dúbrava (in ungherese Liptótölgyes) è un comune della Slovacchia facente parte del distretto di Liptovský Mikuláš, nella regione di Žilina.